# Final Fight 3
Final Fight 3 é um jogo de luta, no estilo beat 'em up, lançado em 1995 pela empresa japonesa Capcom exclusivamente para o Super Nintendo. É o terceiro jogo da série Final Fight e como seu predecessor, Final Fight 2, não foi lançado anteriormente na versão arcade.

## Personagens
- Haggar

Lutador especialista em wrestling, voltar mais uma vez, com cabelos longos, mas bem colocados, para combater a quadrilha Skull Cross Gang. É o mais forte do grupo, porém muito lento.
- Dean

Vândalo de rua determinado a redimir-se por suas ações, após ver parentes executados por gangue. Calça as mãos com manoplas energizadas, capazes de causar choque ao contato, e eletrificar bons condutores (martelo de ferro). Personagem equilibrado, com um pouco mais de destaque a força.
- Guy

Guerreiro especialista em ninjutsu, ajuda Haggar a limpar as ruas e bairros da cidade combatendo os perigosos inimigos. Personagem equilibrado assim como Dean, mas com um pouco mais de destaque a agilidade.
- Lucia

Inspetora de polícia conhecedora e praticante de artes marciais distintas. É o mais rápido dos personagens, mas também o mais fraco.